# 魏亚楠
魏亚楠（1981年12月6日—），生于江苏省昆山，中華人民共和國马拉松运动员，18岁時获得北京马拉松冠军，後來先後获得汉城国际马拉松、上海马拉松、及大连马拉松冠军。之後入籍吉林。
2002年，魏亚楠以破纪录的成绩赢得2002年北京马拉松，但在药检失败后被取消资格，并禁止参加运动会2年。她最好的马拉松成绩为2小时23分12秒，10km跑则保持着31分49秒的国内纪录。她代表中華人民共和國参加了2002年世界半程马拉松锦标赛和2007年世界田径锦标赛。她在2001年东亚运动会和2011年世界军人运动会上也赢得奖牌。

## 運動員生涯
1999年首次制造影响，作为长跑运动员在北京以31分49秒打破10km跑国内纪录。
2000年，她在济南马拉松上演首秀，以2小时37分10秒的成绩排名第四。
2000年10月，以破赛事纪录的2小时26分34秒以2秒之差击败赛前夺冠最大热门孙英杰夺得北京马拉松冠军。同年，赢得汉城马拉松冠军，夺得日本仙台半马拉松季军并创下1小时2分4秒的青年纪录。
2001年，魏亚楠在2001年东亚运动会的半马拉松赛事夺得铜牌，后又首次参加波士顿马拉松，得第八。而北京马拉松被并入2001年全运会，她达到个人最好成绩2小时24分2秒，仅次于刘敏，屈居亚军。在1个月后的全运会田径赛事中，她获得10000米赛跑第四名和5000米赛跑第五名。
2002年，她在汉城马拉松以2小时25分6秒夺冠，将赛事纪录提高了5分钟多。她又代表中国参加2002年世界半程马拉松锦标赛获得第29名。同年10月再次赢得北京马拉松，且以2小时20分钟23秒的成绩破国内纪录。但因药检被查出违禁物质阳性，她被禁赛2年，剥夺了冠军和成绩，亚军孙英杰被宣布为冠军。

## 復出
2004年10月，她解禁复出，随即赢得大连马拉松。仅仅2周后，她就在上海马拉松赢得本年的第二次胜利。
2004年12月，新加坡马拉松是她40天里第三次参加的马拉松赛事，但她跑得慢多了（2小时45分23秒），得第五名。
2005年，在首尔马拉松，她又以2小时25分钟55秒的成绩夺得亚军，恢复正常水平，但在北京马拉松上又慢了，仅得第十一名（该排名关乎2005年全运会）。
2006年，也几乎如此：在厦门马拉松得第六名，以2小时42分49秒赢得低强度的廊坊马拉松，还因为违反运动员易地行动报告的相关条例，被处以三个月的禁赛，从而无缘当年的亚运会。
2007年，魏亚楠以2小时23分12秒的个人最好成绩达到新高，第二次赢得首尔马拉松。因此，她被选中参加2007年世界田径锦标赛，但在这项大阪赛事中，她未能如前发挥，以第37名告终。作为中華人民共和國運動員代表队的一员，她参加了2007年世界军人运动会，在10000米赛跑中获第四，在5000米赛跑中获第六。
2008年，在厦门马拉松能提供2008年北京奥运会参赛资格，但她2小时25分10秒的成绩只够在更年轻的张莹莹和白雪之后列第三。魏亚楠未能完成好运北京马拉松测试赛，未能入选奥运代表团。2008年10月，她在意大利卡尔皮的意大利马拉松完成欧洲首秀，得亚军，仅次于罗萨莉亚·孔索莱。她这一年以上海马拉松结束，获亚军，以大约30秒之差落后于艾瑞娜·蒂莫菲耶娃。
2009年初，她获得厦门马拉松第八、首尔马拉松第三。她以1小时1分54秒的成绩在扬州鉴真国际半程马拉松赛中获第三。2009年10月的北京马拉松她仅获第九，但年末她赢得了上海马拉松。
2010年，她状态低迷，在大邱、大连、太原的马拉松赛事均未进入前五名。她这一年最后也是最好的成绩是北京马拉松，以2小时30分46秒获第四。
2011年的首尔马拉松，她跑出了2008年以来最好的成绩2小时27分13秒，仅次于埃塞俄比亚人罗贝·古塔，列亚军。2011年7月她在2011年世界军人运动会的马拉松赛中落后于朝鲜选手金金玉，获得银牌，也是她个人首枚全球锦标赛奖牌。

## 外部連結
- 魏亚楠在的頁面